# Municipio de Heralds Prairie
El municipio de Heralds Prairie (en inglés: Heralds Prairie Township) es un municipio ubicado en el condado de White en el estado estadounidense de Illinois. En el año 2010 tenía una población de 594 habitantes y una densidad poblacional de 4,19 personas por km².

## Geografía
El municipio de Heralds Prairie se encuentra ubicado en las coordenadas 37°58′54″N 88°12′7″O / 37.98167, -88.20194. Según la Oficina del Censo de los Estados Unidos, el municipio tiene una superficie total de 141.81 km², de la cual 140,15 km² corresponden a tierra firme y (1,17 %) 1,66 km² es agua.

## Demografía
Según el censo de 2010, había 594 personas residiendo en el municipio de Heralds Prairie. La densidad de población era de 4,19 hab./km². De los 594 habitantes, el municipio de Heralds Prairie estaba compuesto por el 98,99 % blancos, el 0,17 % eran afroamericanos, el 0,34 % eran asiáticos, el 0,34 % eran isleños del Pacífico y el 0,17 % eran de una mezcla de razas. Del total de la población el 0,17 % eran hispanos o latinos de cualquier raza.